# Хибберт, Элеанор
Элеанор Элис Хибберт (англ. Eleanor Alice Burford Hibbert; 1906, Лондон — 18 января 1993) — английская писательница, мастер историко-авантюрного и готического романа, продолжательница традиций Анны Рэдклиф, Мэри Шелли, сестер Бронте и Маргарет Митчелл. Точная дата рождения, как и подробности личной жизни, до сих пор являются неизвестными.

## Сочинения

### Джин Плейди
В США публиковались под другими названиями, в переизданиях названия также менялись.

#### Отдельные романы
- Together They Ride (1945)
- Beyond the Blue Mountains (1948)
- Жена ювелира - The Goldsmith's Wife (1950) (он же The King's Mistress). Эдуард IV увлекся юной женой ювелира - восемнадцатилетней Джейн Шор
- Дочь сатаны - Daughter of Satan (1952). Во времена суеверного Якова I женщина приписывает своей дочери дьявольское отцовство.
- Lilith (1954)
- Melisande (It Began in Vauxhall Gardens) (1955)
- Алая мантия — The Scarlet Cloak (1957). Испанский аристократ Бласко Каррамадино шпионит в Англии и заодно ищет свою похищенную возлюбленную.
- Milady Charlotte (1959)
- Вечный любовник (Evergreen Gallant) (1965). Про Генриха Наваррского
- Defenders of the Faith (1971)
- Madame du Barry (1994)
- The King's Adventurer (1996) (изначально This Was a Man автора Ellalice Tate)

#### Тюдоровскаясага
1. Uneasy Lies the Head (1982)
2. Katharine, the Virgin Widow (1961)
3. В тени граната (The Shadow of the Pomegranate) (1962). Про Екатерину Арагонскую.
4. The King's Secret Matter (1962)
5. Путь на эшафот (Murder Most Royal) (1949)
6. Храм любви при дворе короля / Канун дня святого Фомы (Saint Thomas' Eve) (1954). Про Томаса Мора.
7. Шестая жена (The Sixth Wife) (1953). Про Катерину Парр
8. Чертополох и роза (The Thistle and the Rose) (1963). Принцесса Маргарита Тюдор, выданная замуж за Якова IV Шотландского
9. Mary, Queen of France (1964)
10. Испанский жених (The Spanish Bridegroom) (1954). Про Филиппа II Испанского.
11. Веселый господин Роберт (Gay Lord Robert) (1955) (переизд. Lord Robert (UK, 2007) A Favorite of the Queen (US, 2010). Про любовь Елизаветы Тюдор и Роберта Дадли.

- Katharine of Aragon (сборник № 2–4)

#### Трилогия оЕкатерине Медичи
1. Мадам-Змея (Madame Serpent) (1951)
2. Итальянка / Отравительница / Проклятая обольстительница (The Italian Woman) (1952) (The Unholy Woman)
3. Королева распутница / Королева Иезавель (Queen Jezebel) (1953)

- Catherine De Medici (сборник) (1969)

#### Серия оМарии Стюарт
1. Royal Road to Fotheringhay (1955) (ранее издана под именем Э.Бадфорд)
2. Мария Стюарт - плененная королева (The Captive Queen of Scots) (1963)

#### Стюартовскаясага
1. Убийство в Тауэре (The Murder in the Tower) (1964)
2. Избранницы короля (The Wandering Prince) (1956)
3. Принц-странник (A Health Unto His Majesty) (1956)
4. Здесь покоится наш верховный повелитель (Here Lies Our Sovereign Lord) (1957)
5. Три короны  (The Three Crowns) (1965)
6. The Haunted Sisters (1966)
7. Любимицы королевы (The Queen's Favourites) (1966)

- Charles II (omnibus of 2–4)

#### Французская Революция
1. Людовик Возлюбленный (Louis the Well Beloved) (1959)
2. Дорога в Компьен  (The Road to Compiegne) (1959)
3. Flaunting, Extravagant Queen (1957)

#### Лукреция Борджиа
1. Мадонна Семи Холмов / Римский Карнавал (Madonna of the Seven Hills) (1958)
2. Опороченная Лукреция / Ореол Лукреции (Light on Lucrezia) (1958)

#### Трилогия обИзабелле и Фердинанде
1. Королева Кастильская (Castile for Isabella) (1960)
2. Испания для королей (Spain for the Sovereigns) (1960)
3. Daughter of Spain (1961)

- Isabella and Ferdinand (Omnibus) (1970)

#### Георгианская сага
1. The Princess of Celle (1967)
2. Королева в ожидании (Queen in Waiting) (1967)
3. Caroline, the Queen (1968)
4. The Prince and the Quakeress (1975)
5. Третий Георг (The Third George) (1969) - о Георге III
6. Обольститель  (Perdita's Prince) (1969)
7. Возлюбленная из Ричмонд-Хилл (Sweet Lass of Richmond Hill) (1970)
8. Опрометчивость королевы (Indiscretions of the Queen) (1970)
9. Дочь регента  (The Regent's Daughter) (1971)
10. Богиня зеленой комнаты  (Goddess of the Green Room) (1971)
11. Виктория - королева Английская / Королева Виктория (Victoria in the Wings) (1972)

#### Сага окоролеве Виктории
1. The Captive of Kensington Palace (1972)
2. The Queen and Lord M (1973)
3. The Queen's Husband (1973)
4. The Widow of Windsor (1974)

#### Трилогия о Норманах
1. The Bastard King (1974)
2. The Lion of Justice (1975)
3. The Passionate Enemies (1976)

#### Плантагенетовскаясага
1. Начало династии (The Plantagenet Prelude) (1976). XII век. Генрих II Плантагенет женится на Алиеноре Аквитанской и ссорится с Томасом Беккетом.
2. The Revolt of the Eaglets (1977)
3. Сердце льва (The Heart of the Lion) (1977)
4. Черный принц (The Prince of Darkness) (1978)
5. Битва королев (The Battle of the Queens) (1978)
6. Королева из Прованса  (The Queen from Provence) (1979)
7. Edward Longshanks (1979) (переиздано The Hammer of the Scots, 2008)
8. Месть королевы (The Follies of the King) (1980)
9. Леди-Солнце (The Vow on the Heron) (1980)
10. Passage to Pontefract (1981)
11. The Star of Lancaster (1981)
12. Epitaph for Three Women (1981)
13. Алая роза Анжу (Red Rose of Anjou) (1982)
14. The Sun in Splendour (1982)

#### Детские романы
- Meg Roper, daughter of Sir Thomas More (1961)
- The Young Elizabeth (1961)
- The Young Mary Queen of Scots (1962)

#### Серия о королевах Англии
1. Сама себе враг (Myself My Enemy) (1983)
2. Королева Виктория (Queen of This Realm) (1984)
3. Рожденная для славы (Victoria Victorious) (1985)
4. The Lady in the Tower (1986)
5. The Courts of Love (1987)
6. Власть без славы (In the Shadow of the Crown) (1988)
7. Тайный брак (The Queen's Secret) (1989)
8. Обреченная на корону (The Reluctant Queen) (1990)
9. Роковой выбор (The Pleasures of Love) (1991)
10. William's Wife (1992)
11. Rose Without a Thorn (1993)

#### Серия об испанской инквизиции
Документальная
1. The Rise of the Spanish Inquisition (1959)
2. The Growth of the Spanish Inquisition (1960)
3. The End of the Spanish Inquisition (1961)

#### Историческая документалистика
- Mary Queen of Scots: The Fair Devil of Scotland (1975)
- A Triptych of Poisoners

#### Three Rivers Press editions
Весной 2003 Three Rivers Press, Crown Publishing Group, стали переиздавать книги Джин Плейди. Некоторым из них были даны новые названия:
- Mary, Queen of Scotland: The triumphant year  ← Royal Road to Fotheringhay (1955) by Eleanor Burford.
- The Loves of Charles II  сборник романов The Wandering Prince (1956), A Health Unto His Majesty (1956), and Here Lies Our Sovereign Lord (1957).
- Loyal in Love  ← Myself My Enemy (1983).
- The Merry Monarch’s Wife ← The Pleasures of Love (1991).
- The Queen’s Devotion  ← William’s Wife (1990).
- To Hold the Crown  ← Uneasy Lies the Head (1982).
- The King’s Confidante  ← Saint Thomas' Eve (1954).
- For a Queen’s Love  ← The Spanish Bridegroom (1954).
- A Favorite of the Queen  ← Gay Lord Robert (1955).

### Виктория Холт

#### Отдельные романы
- Госпожа замка Меллин/Обитель страсти/Хозяйка Меллина - Mistress of Mellyn (1960). Сирота-гувернантка в загадочном поместье.
- Кирклендские забавы/Кирклендские услады/Счастье и тайна/Тайна поместья - Kirkland Revels (1962). Молодая вдова стремится разобраться в причинах неприятностей.
- Трудное счастье - Bride of Pendorric (1963)
- Легенда о седьмой деве/Седьмая девственница — The Legend of the Seventh Virgin (1965). В одной из стен бывшего монастыря обнаружены останки замурованной монахини.
- Замок Менфрея - Menfreya in the Morning (1966)
- Властелин замка/Влюбленный граф/Изумруды к свадьбе/Король замка — The King of the Castle (1967). Девушка приезжает в замок реставрировать портреты.
- Исповедь королевы (The Queen’s Confession: The Story of Marie-Antoinette) (1968). Дневник королевы Марии-Антуанетты.
- Коварные пески - The Shivering Sands (1969)
- Загадочная женщина/Роковая женщина - The Secret Woman (1970). Молодая женщина оказывается в центре событий, происходящих в самой влиятельной и богатой семье в маленьком английском городе. Одновременно она пытается разгадать загадку смерти собственной тети. Действие происходит во время правления королевы Виктории.
- Тень рыси - Shadow of the Lynx (1971).  Главная героиня романа  после смерти отца отправляется в Австралию к своему опекуну
- В ночь седьмой луны (On the Night of the Seventh Moon) (1972). Елена Трант воспитывалась в пансионе при женском монастыре одного из княжеств Германии. Она думает, что вышла замуж - другие, что у неё амнезия после изнасилования.
- Таинственная любовница / Гробница фараона (The Curse of the Kings) (1973). Англичане в Египте.
- Светоч любви - The House of a Thousand Lanterns (1974)
- Долгий путь к счастью (Lord of the Far Island) (1975). После несчастья героиня оказывается на далеком острове.
- Гордость Павлина/Павлинья гордыня/Роковой опал - The Pride of the Peacock (1976)
- Дьявол верхом/Дьявол на коне - Devil on Horseback (1977)
- Соперница королевы — My Enemy, the Queen (1978). Любовный треугольник - королева Елизавета Тюдор, леди Леттис и красавец Роберт.
- Украденные ночи — Spring of the Tiger (1979). Осиротевшая девушка стремительно выходит замуж, за её драгоценностями охотятся.
- Маска чародейки - Mask of the Enchantress (1980)
- Поцелуй Иуды - Judas Kiss (1981)
- Лорд-обольститель — The Demon Lover (1982). Женщина-художница не может сделать карьеру в викторианской Англии.
- Корделия — The Time of the Hunter’s Moon (1983). В полнолуние будущая учительница встречается с таинственным незнакомцем.
- Наследство Лэндоверов - The Landower Legacy (1984)
- Дорога на райский остров/По зову сердца - The Road to Paradise Island (1985). Героиня находит могилу и карту.
- Секрет для соловья - Secret for a Nightingale (1986)
- Шелковая месть/Шелковая вендетта — Silk Vendetta  (1987). За девушкой ухаживают братья - негодяй и ангел. Вскоре после свадьбы она становится вдовой.
- Индийский веер - The India Fan (1988). Жизнь главной героини романа - Друзиллы Делани - дочери бедного пастора - с ранних лет связана с поместьем Фремлинг
- Пленница - The Captive (1989).
- Змеиное гнездо - Snare of Serpents (1990)
- Дочь обмана - Daughter of Deceit (1991). Ноэль Тримастон, дочь известной актрисы Дезире, выросла в атмосфере любви и счастья. Но внезапная и загадочная смерть матери полностью меняет жизнь девушки.
- Секрет Флоры/Седьмая - для тайны — Seven for a Secret (1992). Флора повсюду возит с собой коляску с куклой, думая, что это её воспитанник. А в поместье происходит убийство.
- Знак судьбы - The Black Opal (1993)

#### Сборники
- Remember, Remember: The Selected Stories of Winifred Holtby (2000)

#### Антологии в сотрудничестве
- Трудное счастье - «The Bride of Pendorric» in Three Great Romantic Stories (1972) (с Hebe Elsna и Lucy Walker).

### Филиппа Карр

#### Дочери Альбиона
1. Чудо в аббатстве — Miracle At St. Bruno’s (1972)
2. Лев-триумфатор — The Lion Triumphant (1973)
3. Ведьма из-за моря — Witch from the Sea (1975)
4. Сестры-соперницы — Saraband for Two Sisters (1976)
5. Слезы печали — Lament for a Lost Lover (1977). Смерть Оливера Кромвеля и реставрация королевской власти, на  троне Карл II. Главная героиня возвращается из французского изгнания и пытается вернуть своё наследство.
6. Дитя любви — The Love Child (1950) (впервые издан под именем Eleanor Burford). Муж казнен, и беременная героиня сбегает в Венецию.
7. Песня сирены — The Song of the Siren (1980). На троне королева Анна, главные героини - в потоке интриг.
8. Роковой шаг — The Drop of the Dice (1981). Король Яков II в изгнании, героиню похищают.
9. Изменница — The Adulteress (1982)
10. Валет червей — Zipporah’s Daughter (1983)
11. Голос призрака — Voices in A Haunted Room (1984)
12. Случайная встреча — The Return of the Gypsy (1985)
13. В разгар лета — Midsummer’s Eve (1986)
14. Таинственный пруд — The Pool of Saint Branok (1987). Во времена Виктории человек убивает и прячет тело в пруд.
15. Подмененная — The Changeling (1989)
16. Черный лебедь — The Black Swan (1990)
17. Обет молчания — A Time for Silence (1991)
18. Паутина любви — The Gossamer Cord (1992).
19. Мы встретимся вновь — We’ll Meet Again (1993)

#### Отдельные романы
1. Daughters of England (1995)

### Eleanor Burford

#### Отдельные романы
- Daughter of Anna, (1941)
- Passionate Witness, (1941)
- The Married Lover, (1942)
- When the Entire World Is Young, (1943)
- So the Dreams Depart, (1944)
- Not in Our Stars, (1945)
- Dear Chance, (1947)
- Alexa, (1948)
- The House at Cupid’s Cross, (1949)
- Believe the Heart, (1950)
- Saint or Sinner, (1951)
- Bright Tomorrow, (1952)
- Dear Delusion, (1952)
- Leave Me My Love, (1953)
- When We Are Married, (1953)
- Castles in Spain, (1954)
- Heart’s Afire, (1954)
- Two Loves in Her Life, (1955)
- When Other Hearts, (1955)
- Begin to Live, (1956)
- Married in Haste, (1956)
- To Meet a Stranger, (1957)
- Blaze of Noon, (1958)
- Pride in the Morning, (1958)
- Red Sky at Night, (1959)
- The Dawn Chorus, (1959)
- Night of Stars, (1960)
- Now That April’s Gone, (1961)
- Who’s Calling?, (1962)

#### Дочери Альбиона
6. Дитя любви — The Love Child, (1950) (позже переиздана под именем Филиппы Карр)

#### The Mary Stuart, Queen of Scots Series
- Royal Road to Fotheringhay, (1955) (позже переиздана под именем Джейн Плейди)

### Элбур Форд
- Poison in Pimlico, 1950
- The Flesh and the Devil, 1950
- Bed Disturbed, 1952
- Evil in the House*, 1953

### Кэтлин Кэллоу
Некоторые романы переизданы под именем Джин Плейди.
- Danse Macabre, 1952
- Rooms at Mrs. Oliver’s, 1953
- Страстная Лилит - Lilith, 1954
- Мелисанда - It Began in Vauxhall Gardens, 1955
- Call of the Blood, 1956
- Rochester, the Mad Earl, 1957
- Milady Charlotte, 1959
- The World’s a Stage, 1960

### Ellalice Tate
Все позже переизданы под именем «Джин Плейди».
- Defenders of the Faith, 1956
- Алая мантия — The Scarlet Cloak, 1957
- The Queen of Diamonds, 1958
- Madame du Barry, 1959
- This Was a Man, 1961 (re-published as The King’s Adventurer by Jean Plaidy)

### Anna Percival
- Brides of Lanlory, 1960/01